# Есауловка (приток Енисея)
Есау́ловка — река в Красноярском крае России, правый приток Енисея. Протекает по территории Манского и Берёзовского районов.

## Общие сведения
Длина реки — 137 км, площадь водосборного бассейна — 1500 км². Замерзает в октябре и остаётся под ледяным покровом до мая. Питание реки происходит в основном за счёт таяния снега и летних дождей. Впадает в Енисей справа на расстоянии 2418 км от устья, у села Есаулово. Среднегодовой расход воды в районе деревни Терентьево (3 км от устья) составляет 5,66 м³/с (данные наблюдений с 1969 по 1993 год).
Населённые пункты на реке (от истока к устью): Сосновка, Верхняя Есауловка, Шалинское (райцентр), Ягодный, Тертеж, Кускун, Малая Кускунка, Бархатово, Челноково, Киндяково, Терентьево, Есаулово.

## Данные водного реестра
По данным государственного водного реестра России и геоинформационной системы водохозяйственного районирования территории РФ, подготовленной Федеральным агентством водных ресурсов:
- Бассейновый округ — Енисейский
- Речной бассейн — Енисей
- Речной подбассейн — Енисей между слиянием Большого и Малого Енисея и впадением Ангары
- Водохозяйственный участок — Енисей от Красноярского гидроузла до впадения реки Ангары без реки Кан